# Оператор координати
Опера́тор координа́ти — квантово-механічний оператор, разом з оператором імпульсу, що використовується для опису поведінки системи. Оскільки координата є дійсною величиною, то оператор координати ермітів.
У координатному поданні оператор {\displaystyle {\hat {X}}} — сама координата {\displaystyle x}; в імпульсному поданні оператор координати виражається через похідну за імпульсом:
{\displaystyle {\hat {X}}=i\hbar {\frac {\partial }{\partial \mathbf {p} }}}.
Оператор координати не комутує з оператором імпульсу, тобто:
{\displaystyle [{\hat {X}},{\hat {P}}]\not \equiv 0}
Таким чином, для пари величин, що спостерігаються {\displaystyle x} і {\displaystyle p} виконується співвідношення невизначеностей Гейзенберга:
{\displaystyle \Delta x\Delta p\geqslant {\frac {\hbar }{2}}},
де — зведена стала Планка.
Відповідно до канонічного комутаційного співвідношення:
{\displaystyle [{\hat {X}},{\hat {P_{x}}}]=i\hbar }
{\displaystyle [{\hat {Y}},{\hat {P_{y}}}]=i\hbar }
{\displaystyle [{\hat {Z}},{\hat {P_{z}}}]=i\hbar }
і решта комутаторів між {\displaystyle {\hat {X}},{\hat {Y}},{\hat {Z}},{\hat {P_{x}}},{\hat {P_{y}}},{\hat {P_{z}}}} дорівнюють 0.
Середнє значення координати для стану з хвильовою функцією {\displaystyle \psi } визначається як:
{\displaystyle \langle x\rangle =({\hat {X}}\psi ,\psi *)=\langle \psi \vert {\hat {X}}\vert \psi \rangle =\int \limits _{V}{x\psi ^{\ast }\psi }dV}